# Diakovce
Diakovce (Hongaars: Deáki) is een Slowaakse gemeente in de regio Nitra, en maakt deel uit van het district Šaľa.
Diakovce telt 2.300 inwoners. Twee derde van de inwoners is etnisch Hongaars (66%).

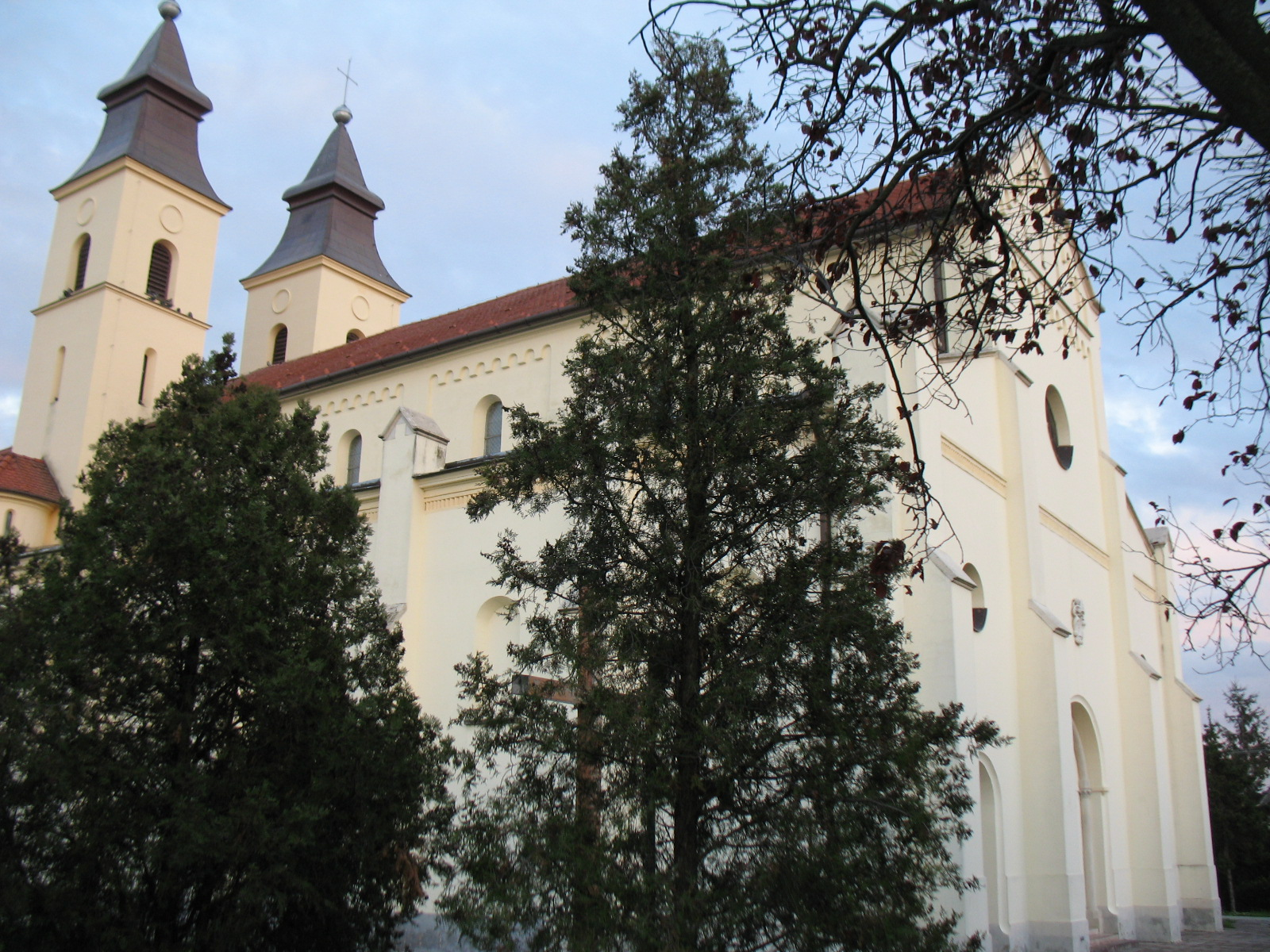
Diakovce